# كنيس حنان
كنيس حنان أو معبد حنان، رسمياً معبد عص حاييم، هو كنيس يهودي يختص بطائفة اليهود القرائين. يقع في 3 شارع قنطرة غمرة بحي الظاهر بمدينة القاهرة في مصر. بناه إبراهيم يوسف حنان عام 1900.

## وصف المعبد
يقع المعبد وملحقاته على مساحة من الأرض مستطيلة الشكل حوالي 70 × 50 متراً، محاطة بسور من الطوب والحجر وتضم مدرسة اليشيفاه الدينية.